# 响水滩乡
响水滩乡，是中华人民共和国江西省上饶市鄱阳县下辖的一个乡镇级行政单位。

## 行政区划
响水滩乡下辖以下地区：
河北村、牌港村、鸡峰村、河西村、铁炉村、长山垄村、新兴村、草埠村、三村圩村、洋埠村、河港村、潭家村、塘下村、英豪村、周家畈村和李嘴村。